# Gyarmat utca
A Gyarmat utca Budapest XIV. kerületének egyik mellékutcája. A Mexikói út és a Rákospatak utca között húzódik. Nevét 1879-ben kapta valószínűleg Balassagyarmat után.

## Története
Eredetileg ez az utca jelentette a határvonalat a herminamezei nyaralóházak és a törökőri szántóföldek között, majd ahogy újabb villák épültek a későbbi Thököly út irányába ez a terület is Herminamező része lett. 1871-ben már Gyarmat utcaként említik, de hivatalosan csak 1879-ben kapta ezt a nevet valószínűleg Balassagyarmat után, de az is lehetséges, hogy az Amerikai út neve hatására keletkezett mint több környékbeli utca elnevezése is (Columbus utca, Edison utca).
1873-ban Budapest létrejöttekor a VII. kerülethez tartozott. 1935. június 15-én az újonnan létrehozott XIV. kerület része lett. A Mexikói út és a Nagy Lajos király útja között Herminamező, a Rákospatak utcáig Alsórákos városrészhez tartozik.
1916-ban a 37. szám alatt kezdte meg működését a Corvin Filmgyár, majd annak csődje után az 1930-as években a Hunnia Filmgyár. 
A Mexikóit út sarkán a 2. szám alatt működött 1930 és 1936 között a Gyenes Irodalmi Szalon, ahol rendszeresen megfordult Karinthy Frigyes, Kosztolányi Dezső, Kassák Lajos és József Attila 1936-tól a szalon az Amerikai út 74. szám alatt folytatta tevékenységét.

### Híres lakói
- Apor József (1883–?) építész (7/c)
- Asboth Oszkár (1891–1960) aviatikus, gyárigazgató (7/c)
- Bártfai Szabó László (1880–1964) történész, levéltáros, könyvtáros (54.)
- Gyenes Gitta (1887–1960) festőművész, grafikus (2.)
- Harsányi János (1920–2000) Nobel-díjas közgazdász (30.)
- Lohr Ferenc (1871–1946) templomi festő, freskófestő, restaurátor (52.)
- Lohr Ferenc (1904–1994) az első magyar hangmérnök (52.)
- Petrovácz Gyula (1877–1953) építész, országgyűlési képviselő (4.)
- Ranschburg Jenő (1935–2011) pszichológus
- Sattler Mihály (?–1964) építész (7/c)
- Végh Gyula (?–?) építész (7/b)
- Wallesz Jenő (1871–1943) újságíró, író (2.)

## Épületei
2. – Gyenes Irodalmi Szalon (ma Mexikói út 54.)
A házban működött Gyenes Gitta (1887–1960) festőművész és férje, Wallesz Jenő (1871–1943) irodalmi szalonja 1930-1936 között. Rendszeresen megfordult itt József Attila, Karinthy Frigyes, Kosztolányi Dezső, Kassák Lajos, Faludy György, és felolvasták egymásnak új írásaikat. József Attila 1930 és 1933 között gyakran időzött itt, szinte napi vendég volt itt, ugyanis szerelmes volt Gyenes Gittába, majd lányába Wallesz Lucába, akikhez szerelmes verseket is írt, és a ház kertjében álló gesztenyefákat is megörökítette. Gyenes Gitta pedig e házban lévő műtermében festette meg a 19 éves József Attila olajportréját. 1936-tól a szalon Gyenesékkel együtt az Amerikai út 74. szám alá költözve folytatta tevékenységét.
5/b – Villa
Az 1920-as évek elején feltehetőleg Weisz János megbízásából épült szecessziós stílusjegyeket mutató villa. Helyi védettségű.
7/a – Villa
Az 1880-as évek végén épült Czipper Nándor tervei alapján Kirchberger Károly MÁV-hivatalnok részére.
7/b – Villa
Az 1910-es években épült Végh Gyula építész, az Állatkert átépítését vezető mérnök számára.
7/c – Villa
1922 és 1924 között épült Sattler Mihály tervei alapján saját magának és Apor József mérnöknek. 1935-ben Sattler átalakíttatta villát. Az 1920-as években a házban élt Asboth Oszkár aviatikus.
14. – Norvég Evangélikus Misszió Imaháza
1922-től működik hazánkban a Norvég Evangélikus Misszió, amelynek a zsidó felekezetűek a kereszténységgel történő megismertetése a célja. Első magyarországi lelkésze Gisle Johnson volt, aki ebben a házban lakott. Napjainkban a Budapest–Zuglói Evangélikus Egyházközség tart istentisztelet minden vasárnap az épületben.
30. – Családi ház
1912-ben épült családi ház a Lindwurm testvérek tervei Berkes Béla és neje számára. 1940-ben az akkori tulajdonos, Harsányi Károly gyógyszerész átépítette. Ebben a házban élt fia is, Harsányi János (1920–2000) a későbbi Nobel-díjas közgazdász.
37. – egykori Corvin Filmgyár
1916 október 16-án alakult a Corvin Filmgyár. Európa egyik legmodernebb filmműterme volt akkoriban, amely a korábbi Polgári Lövészegyesület területén épült fel. Alapítója Janovics Jenő (1872–1945), a kolozsvári Nemzeti Színház igazgatója volt. A magyar filmgyártás egyik legjelentősebb vállalata volt. A gyár azonban 1926-ban csődbe ment és 1927-ben a Filmipari Alap megvásárolta. Ebben az időszakban a műtermét más gyártó cégek, külföldi produkciók bérelték. Később Hunnia Filmgyár néven a magyar hangosfilmgyártás fontos helyszíne lett.
42. – egykori Schrettner vendéglő
Itt működött az 1920-as évektől Schrettner Márton vendéglője kerthelyiséggel.
47–49. Kislakásos bérház
1927-ben a Bácskai utcai rész épült meg Bauer Gyula és Schmitterer Jenő tervei alapján a Gyarmat – Varsó – Bácskai – Cinka Panna utcák által határolt tömbben, majd 1940-ben fejezték Árvay József tervei szerint.
52. – Családi ház
Az 1900-es évek elején eredetileg sgrafitto-díszes homlokzatú családi ház, melyben Lohr Ferenc (1871–1946) templomi festő, freskófestő, restaurátor élt családjával. Az épület 2011-ben védelem alá került, ennek ellenére 2025 tavaszán lebontották.
54. – Családi ház
A telket 1910-ben vásárolta meg Bártfai Szabó László (1880–1964) történész. 1914-ben készült el családi ház, melyben haláláig élt.
96. – Családi ház
A ház része annak az egykori telepnek, amely 1911–12-ben épült a Magyar Posta tisztviselőinek Neuschloss Kornél tervei alapján a Gervay utcában illetve a Gyarmat utca páros oldalán, a Lőcsei út és a Rákospatak utca közötti szakaszon.